# Brandberg
Brandberg este un oraș din Namibia. În 2014 avea 10184 de locuitori.